# 河井リオ
河井 リオ（かわい りお、1978年10月23日 - ）は日本のAV女優。

## 略歴
東京都出身。1999年、『満乳娘』でAVデビュー。

## 作品

### アダルトビデオ
- 満乳娘（1999年1月22日、MAX-A）
- 淫乳遊戯（1999年2月21日、MAX-A）
- 巨乳娘ベストコレクション（2001年7月27日、MAX-A）
- 巨乳狩りDX（2003年8月25日、サクセス・ビデオ・コミュニティ）